# Комаричское городское поселение
Комаричское городско́е поселе́ние — муниципальное образование в Комаричском районе Брянской области Российской Федерации.
Административный центр — пгт Комаричи.

## История
Статус и границы городского поселения установлены Законом Брянской области от 9 марта 2005 года № 3-З «О наделении муниципальных образований статусом городского округа, муниципального района, городского поселения, сельского поселения и установлении границ муниципальных образований в Брянской области».

## Население
| 2009  | 2010  | 2011  | 2012  | 2013  | 2014  | 2015  | 2016  | 2017  |
| ----- | ----- | ----- | ----- | ----- | ----- | ----- | ----- | ----- |
| 7869  | ↘7686 | ↗7702 | ↗7772 | ↗7854 | ↗7935 | ↗8027 | ↗8079 | ↘8034 |
| 2018  | 2019  | 2020  | 2021  |       |       |       |       |       |
| ↘7915 | ↘7798 | ↘7714 | ↘7325 |       |       |       |       |       |

## Состав городского поселения
| № | Населённый пункт | Тип населённого пункта      | Население |
| - | ---------------- | --------------------------- | --------- |
| 1 | Комаричи         | пгт, административный центр | ↘7325     |